# Idioma
|  | «Llengua» redirigeix aquí. Vegeu-ne altres significats a «Llengua (múscul)». |

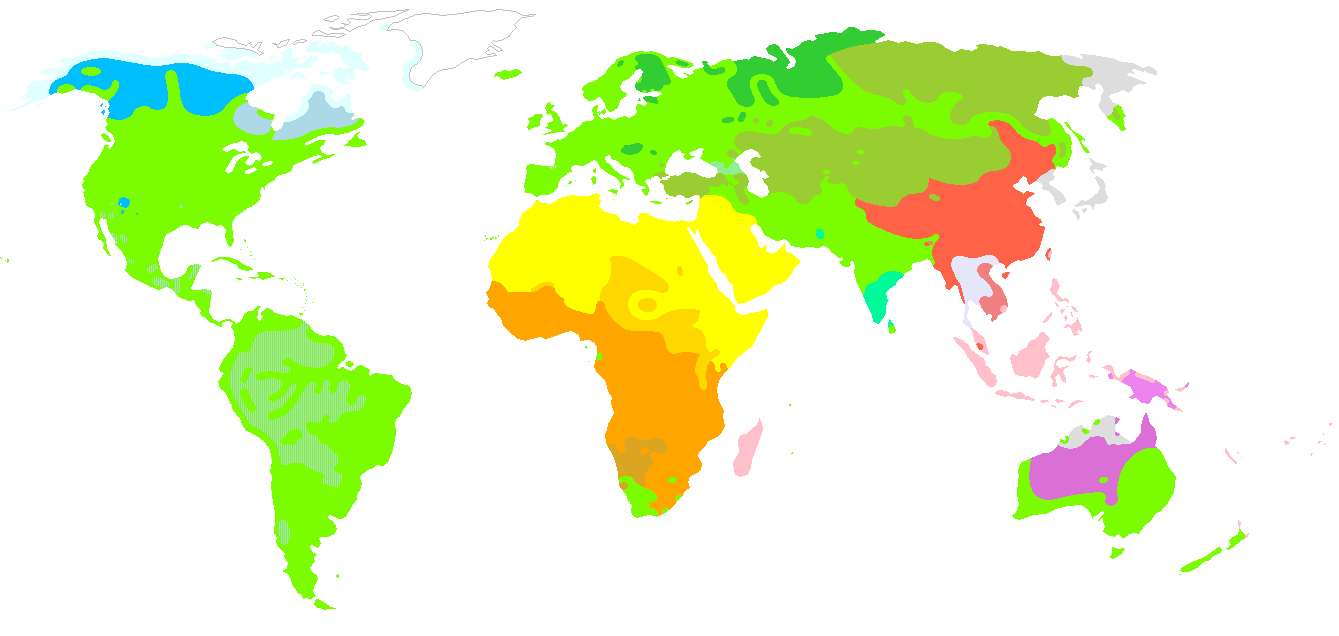
Distribució dels idiomes actuals al món amb variació de color en funció de la família a la qual pertanyen.

Una llengua o idioma és un sistema de comunicació (verbal o per senyals) propi d'una comunitat humana. Tot i que sovint s'empren erròniament com a sinònims, no és el mateix una llengua o idioma que el llenguatge, que és un concepte molt més general que inclou les llengües i altres mitjans d'expressió i comunicació.
Tota llengua intenta representar el món mitjançant les paraules i la seva combinació en frases. Les regles de combinació, la formació de nous mots i el que signifiquen, són l'objecte d'estudi de la lingüística. Les llengües naturals, a diferència de les artificials o llenguatges formals, presenten sovint ambigüitats, ja que reflecteixen la manera de veure el món d'un grup de parlants.
En total hi ha unes sis mil llengües diferents, però es calcula que prop de la meitat desapareixerà durant el segle xxi per la manca de transmissió generacional de la llengua materna i la pressió política d'altres idiomes. Totes les llengües són llengües orals, algunes a més de la parla poden ser escrites. La disciplina que estudia les llengües és la lingüística.
Llengua indígena és una denominació donada a moltes llengües, però per a la qual no hi ha una categorització clara. Per la lingüista Yásnaya Elena Aguilar Gil és qualsevol llengua la població i el territori de la qual no han aconseguit formar el seu propi país i, per tant, sempre es troba en una posició precària davant qualsevol llengua que utilitzi l'Estat.

## Origen de la llengua

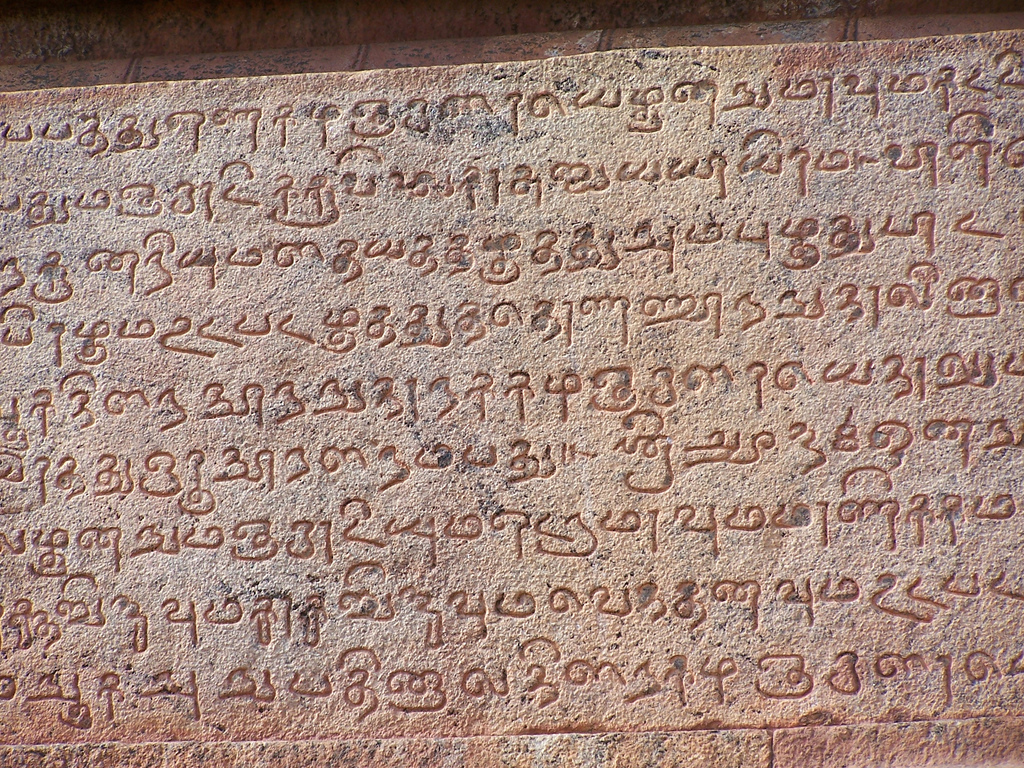
Antiga inscripció tàmil al temple de Brihadeeswara, a Thanjavur

Fins i tot abans que la teoria de l'evolució encetés el debat sobre els avantpassats comuns d'éssers humans i altres espècies, l'especulació filosòfica i científica que posa en dubte l'ús de la llengua fins a un període més recent ha estat freqüent al llarg de la història. En la filosofia occidental moderna, l'especulació d'autors com Thomas Hobbes i després Jean-Jacques Rousseau va posar en evidència la capacitat de l'Acadèmia Francesa per tractar el tema.
L'origen de la llengua és de gran interès per als filòsofs perquè la llengua és una característica essencial de la vida humana. En la filosofia grega clàssica, aquest tipus d'investigació va ser abordada com un aspecte que formava part de la naturalesa de les coses, en aquest cas la naturalesa humana. Aristòtil, per exemple, tractava els éssers humans com a criatures amb capacitat de raonar i parlar a partir de la seva naturalesa intrínseca, en relació amb la seva propensió natural a ser "polítics", i habitants de les comunitats de la ciutat estat (en grec, poleis).
Hobbes, al qual seguiren John Locke i d'altres, va afirmar que el llenguatge és una extensió del "discurs" que els éssers humans tenen dins de si mateixos, en un sentit que pren la idea clàssica que la raó és una de les principals característiques primàries de la natura humana. D'altres han argumentat el contrari: que la raó es va desenvolupar a partir de la necessitat de tipus de comunicació més complexos. Rousseau, tot i escriure abans de la publicació de la teoria de l'evolució de Charles Robert Darwin, va opinar en aquest sentit.
Des de l'arribada de Darwin, el tema ha estat abordat amb més freqüència per científics que per filòsofs. Per exemple, el neuròleg Terrence Deacon, en el seu llibre Symbolic Species (Espècies simbòliques) afirma que la raó i la llengua han coevolucionat, és a dir, han evolucionat de manera paral·lela. Merlin Donald veu la llengua com un desenvolupament posterior sobre la base del que es refereix a la cultura mimètica, fent èmfasi que aquesta coevolució depenia de la interacció de moltes persones.

## Llengües, variants i dialectes
No hi ha cap definició acceptada universalment per decidir què és una llengua i què no ho és (i és una variant o dialecte). És per això que la taxonomia de les llengües és sovint conflictiva i polèmica. Alguns exemples són: danès i noruec; gallec i portuguès; o fins i tot alguns parlars èuscars (roncalès) que algunes escoles afirmen que no pertanyen al basc.
En el cas de la diferenciació del valencià i el català la polèmica tan sols existeix en l'àmbit polític, car tota la comunitat científica està convençuda que és una mateixa llengua. Aquestes polèmiques sovint tenen l'origen en la identificació de llengua i sentiment nacional o en la intercomprensió entre parlants.

## Idiomes parlats al món en l'actualitat
El nombre d'idiomes generalment acceptat està entorn de sis mil, encara que el nombre d'idiomes actualment parlats és difícil de precisar a causa de diversos factors:
- En primer lloc, no hi ha un criteri universal que permeti decidir si dues parles amb cert grau d'intel·ligibilitat mútua, han de considerar-se dialectes d'un mateix idioma històric o dues llengües diferents.
- En segon lloc, hi ha àrees del planeta insuficientment estudiades per precisar si els grups humans presents en elles parlen realment la mateixa o mateixes llengües que altres grups humans més coneguts. Això s'aplica especialment a Nova Guinea; certes àrees de l'Amazones on existeix constància de més de quaranta tribus no contactades; el sud-est del Tibet, oest de Nepal i nord de Birmània i una de les illes Andaman.
- En tercer lloc, de tant en tant es descobreixen parlants o persones que recorden alguna llengua que es pressuposava extinta, i que són capaces d'emprar-la en la seva vida quotidiana.

## Famílies lingüístiques
La majoria de llengües s'afilia a una família lingüística. Aquesta llista inclou els grups majoritàriament acceptats entre els acadèmics. Hi ha hagut intents per crear superfamílies, com el nostràtic o el boreà però no compten amb un acord unànime.
- Llengües indoeuropees
  - Llengües romàniques
  - Llengües germàniques
  - Llengües eslaves
  - Llengües cèltiques
  - Llengües bàltiques
  - Llengües indoàries
  - Llengües iràniques
  - Llengües anatòliques
- Llengües altaiques
- Llengües dravídiques
- Llengües uralianes
- Llengües austronèsies
- Llengües semítiques
- Llengües caucàsiques
- Llengües sinotibetanes
- Llengües austroasiàtiques
- Llengües tai-kadai
- Llengües daiques
- Llengües miao-yao
- Llengües afroasiàtiques
- Llengües niloticosaharianes
- Llengües nigerocongoleses
- Llengües khoisànides
- Llengües ameríndies
- Llengües australianes

Grup de llengües que no formen una família lingüística, però agrupades per finalitats pràctiques
- Llengües paleosiberianes
- Llengües papús de Nova Guinea
- Llengües criolles
- Llengües aïllades
- Llengües artificials
- Llengües de signes

## Tipologia de llengües
Si s'atén a la lingüística i no a l'origen d'un idioma, és a dir, a la seva estructura, les llengües del món es poden classificar amb criteris diferents de la família lingüística. Per exemple, es poden dividir segons l'ordre habitual dels elements d'una frase i així parlar de llengües SVO (subjecte-verb-objecte) o llengües OVS, per exemple. Igualment es pot tenir en compte l'alineament morfosintàctic, segons com es tractin els complements dels verbs.
Segons com es formin les paraules des del punt de vista de la morfologia, es parla de llengües analítiques (els morfemes es van afegint un darrere l'altre i té més pes la sintaxi) o sintètiques (amb gran preferència pels compostos).
Si el que es té en compte és la fonètica, llavors les llengües poden ser tonals, de xiulets o amb presència de clics, per distingir alguns dels trets més característics.

## Llengua oral i llengua escrita
La llengua oral precedeix cronològicament l'escrita en totes les llengües, en la mesura en què l'escrita és un tipus de representació gràfica d'una realitat social. Tots els parlants tenen la capacitat del llenguatge oral, però no necessàriament de dominar-ne l'escrit. «Hi ha llengües que es parlen i no s'escriuen, però tota llengua escrita és parlada». Sociològicament, en la població mundial hi ha un alt percentatge d'analfabetisme i de persones que no utilitzen pràcticament el llenguatge escrit. Segons dades de l'any 2006 de l'IEU, s'estima que hi ha 781 milions d'adults analfabets en el món, al voltant del 64% dels quals són dones.
Malgrat aquesta preeminència de la llengua oral, existeix una «imatge grafocèntrica de la vida»: saber llegir i escriure s'interpreta com un grau de "cultura" superior, el domini de la llengua escrita ha estat, històricament, reflex de l'erudició de les persones. Vegeu analfabetisme.
Així mateix, no es pot considerar cap dels dos sistemes com a primari: encara que la llengua escrita sigui la representació de la llengua oral, ambdós tipus de llenguatges són sistemes diferents de representació de la realitat: «Tot i que els dos, parlat i escrit, poden ser emprats per a, gairebé, qualsevol necessitat comunicativa, de fet no les emprem de manera intercanviable».
Se sol recórrer a la llengua escrita quant hi ha una distància, física i/o temporal, entre els interlocutors, quan ha de quedar constància o s'ha de guardar la informació, quan s'han de donar instruccions o informacions complexes: «Hi ha una idea general que les persones no recordarem fets detallats correctament si aquests són exposats únicament de manera oral, en especial si aquests han de ser recordats després d'un període llarg de temps.» O bé quan ho requereix el caràcter oficial o jurídic. Per altra part, solem recórrer al llenguatge oral quan hi ha presència simultània dels interlocutors i en la comunicació quotidiana.

### Característiques
La dependència de la llengua escrita en relació amb l'oral és indiscutible segons el temps. El canvi lingüístic s'origina, en general, en la llengua oral. Segons les funcions del llenguatge, predomina l'ús del llenguatge escrit en les funcions referencials i poètiques, mentre que emprem, predominantment, el llenguatge oral en les funcions conatives i fàtiques.
| Característiques de la llengua oral - Presència d'elements prosòdics (entonació, accent, pausa...) - Presència d'elements paralingüístics (qualitat de la veu, ritme, to, intensitat...) - Presència d'elements extralingüístics (cinèsics - postura-, proxèmics - distància-) - Presència d'elements fàctics o elements retroalimentadors del canal (feedback) - Presència de díptics (o senyalitzadors) (pronoms personals, adverbis de lloc i temps, amb la possibilitat de substituir-los per gesticulacions, donada la presència d'elements extralingüístics) - Indicadors de planificació "en línia" del discurs i de l'adaptació d'aquest a la reacció de l'interlocutor | Característiques de la llengua escrita - Presència de recursos gràfics (entre cometes, subratllat…) - Presentació estructurada del text - Major complexitat en la construcció sintàctica (subordinació, frases més llargues que en la llengua oral) - Major elaboració del discurs (presència de marcadors de relacions entre frases, connectors lògics, organitzadors retòrics d'aquest...) - Organització del discurs en termes de subjecte+predicat - Major densitat de la informació - Elements lèxics plens |

## Biologia de la llengua: el cervell

Algunes de les àrees cerebrals associades amb el processament del llenguatge:
àrea de Broca (blau), àrea de Wernicke (verd), supramarginal gyrus (groc), angular gyrus (taronja), Primary Auditory Cortex (rosa)

La neurolingüística estudia la relació entre la llengua i cervell des d'un punt de vista biològic i psíquic, a diferència de la filosofia del llenguatge, que s'ocupa de la relació entre ment i llenguatge com a concepte o com a mediació per al pensament. L'hemisferi esquerre del cervell concentra les àrees que s'ocupen del llenguatge, tot i que algunes funcions poden estar desplaçades en el cas d'individus esquerrans.
L'àrea de Broca s'encarrega de comprendre, però sobretot formar enunciats segons les regles de cada llengua; es podria dir, doncs, que és la zona capaç de transformar sons i lletres en paraules i usar les normes de la gramàtica. Igualment, s'encarrega de donar sentit als gestos que poden reforçar o matisar el sentit d'allò que es diu comunicació no verbal.
Una altra zona rellevant és l'àrea de Wernicke, que es lliga amb el sistema auditiu per descodificar els sons, l'entonació de les frases i els patrons que ajudin a establir el significat del discurs. També intervé en la fixació dins la memòria humana de les paraules apreses, de manera que es lligui el significant i significat de cada paraula.
L'hemisferi dret ajuda el llenguatge encarregant-se de la gestió de les emocions associades al que es rep, de manera que es destriï l'actitud i intenció de l'emissor i es pugui ajustar la mateixa resposta.

### El cervell plurilingüe
La memòria humana emmagatzema les unitats de cada llengua concreta: és a dir, els signes d'un idioma que permeten articular el llenguatge, concretar-lo. En situacions de plurilingüisme, es poden unir les entrades dels diversos idiomes, de manera que a un mateix concepte corresponguin diverses formes, una en cada llengua. La proximitat d'aquestes formes, i no la codificació d'entrades lèxiques diferents quan el significat és únic, ha estat testimoniada per experiments que treballen amb els lapsus linguae.
El plurilingüisme afecta la capacitat general, ja que modela el cervell fent-lo més permeable a noves influències relacionades amb la llengua: Sabent més idiomes, s'aprenen d'altres més de pressa, no solament per les comparacions entre llengües sinó per aquesta plasticitat del cervell.

## Psicologia de la llengua
Des del punt de vista psicològic, la llengua és un potencial instrument d'estructuració i desenvolupament del funcionament intel·lectual. La psicologia de la llengua estudia la representació mental dels conceptes lingüístics i els mecanismes de la cognició necessaris per a usar la llengua a partir de qüestionaris o tasques a partir d'estímuls lingüístics controlats.
Estudia, per exemple, l'estructura mental del lèxic i de les regles de formació d'oracions, l'adquisició del llenguatge, les relacions entre llenguatge i pensament, o concepcions socials i individuals sobre les llengües.

## Filosofia de la llengua
Un camp de recerca té a veure no amb l'origen del llenguatge en si, sinó amb cada persona: sorgeix com a subordinació del pensament?, com a generador d'aquest? Aquest binomi entre llengua i ment és un dels principals temes de la filosofia del llenguatge. I un cop s'accepta que sorgeix el llenguatge en una persona, quina relació té aquesta adquisició amb la resta de funcions cognitives i amb el cervell com a òrgan? S'estan fent, però, avenços en àrees com les etapes d'adquisició o el bilingüisme en la infància.
Hi ha una sèrie de qüestions obertes o problemes no resolts sobre el llenguatge verbal que constitueixen els principals camps de recerca i discussió. Les primeres fan referència a l'origen del llenguatge, per saber si va originar-se una única llengua i d'aquesta va sorgir la resta o, per contra, va haver-hi poligènesi, és a dir, que les llengües van aparèixer en diversos indrets alhora com a tret evolutiu de l'espècie. Relacionat amb aquest afer, sorgeix la pregunta de quina és la llengua o llengües primeres i com es classifiquen determinats idiomes (llengua aïllada). Per manca de documents, també romanen com a problemes no resolts determinats sistemes d'escriptura antics, no desxifrats encara.
Un altre focus de controvèrsia al·ludeix a la universalitat de la llengua, entesa com un codi únic, enfront de les postures que pensen que no existeixen estructures o conceptes genèrics, sinó que depenen de la lingüística particular de cada idioma. Per tant, les qüestions obertes sobre aquest camp es pregunten per l'existència d'universals gramaticals (categories o conceptes) i lèxics, com l'existència d'una definició única de paraula o la presència de determinats mots en tots els idiomes.